# Miss Grand Chile 2023
Miss Grand Chile 2023 fue la 5.ª edición del certamen Miss Grand Chile, realizada el 18 de junio de 2023 en el Teatro ICTUS de Santiago de Chile.
La ganadora de esta versión del concurso, Paula Henríquez (Las Condes), representará a Chile en el Miss Grand Internacional 2023, a realizarse en la ciudad Ho Chi Minh, en Vietnam, el 25 de octubre de 2023.

## Resultados
| Posición              | Concursante                                                                    |
| --------------------- | ------------------------------------------------------------------------------ |
| Miss Grand Chile 2023 | - Las Condes - Paula Henríquez                                                 |
| Primera Finalista     | - Santiago Centro - Camila Cosmelli                                            |
| Segunda Finalista     | - La Reina - Francisca Ramírez                                                 |
| Top 6                 | - Antofagasta - Naribe Díaz - Navidad - Melissa Astur - Pudahuel - Sofia Astur |

## Concursantes
Participaron 6 concursantes de cinco comunas de la Región Metropolitana y una de la Región de O'Higgins:
| Ciudad/Región   | Nombre de la concursante |
| --------------- | ------------------------ |
| Antofagasta     | Naribe Díaz              |
| La Reina        | Francisca Ramírez Matta  |
| Las Condes      | Paula Antonia Henríquez  |
| Navidad         | Melissa Astur            |
| Pudahuel        | Sofia Astur              |
| Santiago Centro | Camila Joscelyn Cosmelli |

## Candidatas retiradas
Inicialmente, el certamen se compondría de 12 participantes, pero, la mitad se retiró de la competencia:
| Ciudad/Región | Nombre                    |
| ------------- | ------------------------- |
| Arica         | Yulitza Angulo Tello      |
| Curicó        | Cecilia Castilo           |
| Ñuñoa         | Macarena Flores           |
| Machalí       | Angie Marin Quiroz        |
| Puerto Montt  | Alejandra Tautin          |
| Viña del Mar  | Michaella Celeste Navarro |